# Wohyń
Wohyń is een dorp in het Poolse woiwodschap Lublin, in het district Radzyński. De plaats maakt deel uit van de gemeente Wohyń en telt 2000 inwoners.